# Era dos Bons Sentimentos
A Era dos Bons Sentimentos marcou um período na história política dos Estados Unidos que refletiu um senso de propósito nacional e um desejo de unidade entre os americanos após a Guerra de 1812.  A era viu o colapso do Partido Federalista e o fim das amargas disputas partidárias entre ele e o Partido Democrata-Republicano dominante durante o First Party System (modelo de política americana usado na história e na ciência política para periodizar o sistema de partido político que existiu nos Estados Unidos entre aproximadamente 1792 e 1824). O presidente James Monroe se esforçou para minimizar a filiação partidária ao fazer suas indicações, com o objetivo final de unidade nacional e eliminação de partidos políticos totalmente da política nacional. O período está tão intimamente associado com a presidência de Monroe (1817-1825) e seus objetivos administrativos que seu nome e a época são praticamente sinônimos.
Durante e após a eleição presidencial de 1824, o Partido Democrata-Republicano se dividiu entre partidários e oponentes da Democracia Jacksoniana, levando ao Second Party System (para periodizar o sistema partidário político que operava nos Estados Unidos de 1828 a 1852, após o fim do First Party System).
A designação do período pelos historiadores como de bons sentimentos é muitas vezes transmitida com ironia ou ceticismo, já que a história da época era aquela em que o clima político era tenso e divisivo, especialmente entre facções dentro do governo Monroe e do Partido Democrata-Republicano.
A frase Era of Good Feelings ("Era dos Bons Sentimentos") foi cunhada por Benjamin Russell no jornal federalista de Boston Columbian Centinel em 12 de julho de 1817, após a visita de Monroe a Boston, Massachusetts, como parte de sua turnê de boa vontade pelos Estados Unidos.